# De Moloch
De Moloch is een stripverhaal uit de reeks van De Rode Ridder. Het is geschreven en getekend door Karel Biddeloo. De eerste albumuitgave was in 1977.

## Het verhaal
De Rode Ridder zwerft door het gebergte van de Balkan en komt aan bij een dorp. Hij ziet drie ruiters het dorp uitstuiven, al roepend Dood aan de Moloch. Vervolgens levert hij een gevecht aan spookgedrochten, die opgeroepen zijn door Varazdin, een kluizenaar in het woud. Dit was een proef voor moed, die Johan glansrijk heeft doorstaan. Varazdin legt Johan uit dat zij beiden de Moloch kunnen overwinnen. Als Johan in het dorp is, komen de paarden met de ruiters terug. Twee ruiters zijn dood en de derde is stervende. Johan hoort dat de Moloch elk jaar het mooiste meisje uit het dorp als mensenoffer vraagt en de dode ruiters waren haar broers. Het meisje, Ozelia, laat zich naar het offerplaats op de brug brengen om meer slachtoffers te voorkomen. Johan gaat mee zoals zijn riddereer het vereist. Ook de dorpssmid Grak, die verliefd is op Ozelia, biedt zijn hulp aan. Ze kunnen echter de onzichtbare Moloch niet aan, maar een te hulp schietende Varazdin weet hem met wurgkruid voorlopig tegen te houden.
In zijn boomhut vertelt Varazdin het verhaal dat de Moloch is geschapen omdat 100 jaar geleden een zwarte magiër, Mokuril, in woede ontstak omdat toen het mooiste meisje bij de brug zichzelf het leven benam om te voorkomen dat ze met Mokuril mee moest. Varazdin blijkt de zoon van Mokuril te zijn. Als het wurgkruid uitgewerkt is, is de Moloch in aantocht. Met een bosbrand proberen Johan en Grak hem tegen te houden, maar het mislukt omdat de Moloch tegen de hitte bestand is. Ozelia wil zich offeren aan de Moloch om zo haar redders te redden en vlucht. Ondertussen heeft Varazdin een mist opgeroepen om de Moloch te misleiden. In de mist komt iedereen elkaar weer tegen en weten ze weer te ontsnappen aan de Moloch.
Op een rustplaats vertelt Varazdin dat hij een krachtmiddel heeft om de Moloch te verslaan. Hiermee kan Varazdin Johan voor zeven uur 49 keer zoveel sterker maken. Voor Grak heeft Varazdin een middel, een pijp gevuld met zwart poeder, om de Moloch zichtbaar te maken. Met zijn kracht weet Johan Varazdin te redden van een aanval door een reusachtige beer. Kort daarna komt het tot een treffen met de Moloch. Grak maakt hem zichtbaar met de pijp en nu kan Johan gerichter aanvallen. De Moloch probeert tijd te winnen, opdat het krachtmiddel uitgewerkt raakt. De achtervolging eindigt bij de brug waar Johan verzwakt raakt. In een wanhoopsdaad weet Johan het hart te treffen van de Moloch, waardoor deze sterft. De geest van Mokuril erkent zijn nederlaag en maakt al zijn misdaden ongedaan door alle slachtoffers in voorgaande jaren te laten gaan en te genezen, waaronder ook de broers van Ozelia. Tijdens het feestgewoel die avond verlaat Johan het dorp.